# Biblia de Darby
La Biblia de la traducción de J.N. Darby (título formal: Las Sagradas Escrituras: Nueva traducción tomada de los idiomas originales por J.N. Darby) se refiere a la Biblia tal y como fue traducida del hebreo y del griego por John Nelson Darby. La versión inglesa fue publicada por primera vez en 1890. Darby también publicó traducciones de la Biblia en francés y alemán.
En su introducción a la versión alemana de 1890, escribió: "En la edición de esta traducción, el propósito no es ofrecer un trabajo académico al hombre letrado, sino proveer una traducción lo más exacta posible al lector simple que no posee estudios".
En el Antiguo Testamento Darby traduce el Tetragrámaton o nombre de Dios como "Jehová" en vez de usar "SEÑOR" o "DIOS" (todo en mayúsculas) como en la mayoría de las traducciones inglesas. Otras traducciones de la Biblia han seguido este modelo, entre otras la American Standard Version (1901) y la Traducción del Nuevo Mundo de las Santas Escrituras de los Testigos de Jehová (1950).
Para algunos versículos del Nuevo Testamento, Darby ha añadido notas al pie que hacen referencias a sus comparaciones críticas del texto.